# Boris Kirillov
Boris Kirillov, född 4 augusti 1992, är en azerisk simmare.
Kirillov tävlade för Azerbajdzjan vid olympiska sommarspelen 2016 i Rio de Janeiro, där han blev utslagen i försöksheatet på 200 meter ryggsim.